# Herb Islandii

Herb Islandii

Herb Królestwa do 1944

Herb Islandii został oficjalnie przyjęty dekretem prezydenckim w 1944. Tłem tarczy jest flaga islandzka, na której biały krzyż zastąpiony został srebrnym (heraldycznie srebro oznacza się kolorem białym). Tarcza oparta jest na płycie bazaltu. Podtrzymują ją legendarne duchy opiekuńcze kraju –
Landvaettir: smok, orzeł (lub gryf), byk i olbrzym, opisane w sagach z cyklu Heimskringla.

## Historia
Najstarszy znany wzór symbolu Islandii pokazuje lwa Norwegii, umieszczonego na podzielonej tarczy. Wzór znany jest od XIII wieku, kiedy Islandia należała do Norwegii.
W średniowieczu i do roku 1903 herbem Islandii była tarcza, na której umieszczony był wizerunek suszonego dorsza. Był on symbolem dobrobytu, jako że ryba ta była głównym źródłem bogacenia się kraju w okresie średniowiecza.
Około 1515 roku nad głową dorsza umieszczono koronę.
U schyłku XIX wieku zaczęto poszukiwać nowego symbolu narodowego. Ostatecznie zdecydowano się na sokoła. Był on używany jako symbol na dawnych pieczęciach wodzów, pochodzących z XV wieku, a herbem był w latach 1903–1919.
Obecny herb pierwotnie przyjęty został 12 lutego 1919 roku. 17 czerwca 1944 miała miejsce modyfikacja herbu (usunięto m.in. koronę królewską, reprezentującą ustrój monarchistyczny).